# Архітектура підприємства
Архітектура підприємства (англ. enterprise architecture, EA) є процесом перетворення бачення бізнесу та бізнес-стратегії в ефективне підприємство. Цей процес здійснюється через створення, обговорення та поліпшення ключових вимог, принципів та моделей, що описують майбутній стан підприємства та дозволяють його розвиток.
Виконавець процесу архітектури підприємства — архітектор підприємства. Архітектор підприємтва є людиною, яка відповідальна за виконання повного аналізу структури та (бізнес-)процесів підприємства. В результаті такого аналізу визначається деяка модель архітектури підприємства, що повинна задовольняти такі цілі: ефективність, продуктивність, гнучкість та витривалість.